# اینا ون فاسین
اینا ون فاسین (انگلیسی: Ina van Faassen; ۱۹ نوامبر ۱۹۲۸ – ۲۳ ژوئیهٔ ۲۰۱۱) بازیگر تلویزیون، بازیگر سینما، و بازیگر تئاتر اهل پادشاهی هلند بود.